# 342 Artes
342 Artes — Contra a censura e difamação é uma campanha promovida por um grupo de artistas brasileiros, visando combater a criminalização e a censura às manisfestações artísticas e culturais por grupos conservadores brasileiros. A recente associação, por políticos brasileiros, de trabalhos artísticos à pedofilia e zoofilia também é combatida pela campanha.

## Antecedentes
Anteriormente, duas exposições da Queermuseu tiveram suas exibições interrompidas pelos próprios produtores, no Rio de Janeiro e em Porto Alegre, além dos questionamentos contra o desempenho da performance La Bête, que acabou por repercutir negativamente, após crianças entrarem em contato com o artista e coreógrafo Wagner Schwartz, nu, no Museu de Arte Moderna de São Paulo e no Goethe-Institut de Salvador. 
O movimento surgiu em reação a um boicote à exposição Queermuseu, baseado em acusações de que algumas obras da exposição promoveriam a pedofilia ou a zoofilia. Alguns artistas foram acusados também de atacarem a fé católica. O boicote foi popularizado pelo grupo de direita Movimento Brasil Livre e foi visto por muitos artistas como censura.

## Atuação
Em outubro de 2017 A produtora Paula Lavigne reuniu em sua casa cerca de 100 pessoas que produzem artes visuais e cultura, quando informou a possibilidade dos artistas  lesados por vídeos tanto de políticos como grupos na internet poderem processar os autores da difamação. Simultaneamente o grupo iniciou a campanha 342 Artes, na qual os artistas publicam vídeos em redes sociais. Já participaram os artistas plásticos Vik Muniz e Adriana Varejão, a cantora Marisa Monte, o cantor Caetano Veloso, a atriz Fernanda Montenegro, dentre outros artistas renomados.
342 Artes também critica a posição adotada pelos prefeitos de São Paulo, João Dória, e do Rio de Janeiro, Marcelo Crivella, por associarem a exposição Queermuseu e a performance La Bête à pedofilia e zoofilia. Critica também o senador Magno Malta por ter convocado coercitivamente o curador da Queermuseu, Gaudêncio Fidélis, para uma Comissão Parlamentar de Inquérito sobre maus-tratos contra crianças e adolescentes.